# Бородинские
Бородинские — опустевшая деревня в Санчурском муниципальном округе Кировской области.

## География
Расположена на расстоянии примерно 15 км по прямой на восток-юго-восток от райцентра посёлка Санчурск.

## История
Была известна с 1905 года как починок Бородинский, где было дворов 9 и жителей 29, в 1950 — 15 и 48, в 1989 уже не было жителей. Настоящее название утвердилось с 1978 года. С 2006 по 2019 год входила в состав Шишовского сельского поселения.

## Население
Постоянное население составляло 4 человека (русские 75 %) в 2002 году, 0 в 2010.